# Schwerin
Schwerin - Swerin en baix alemany - és una ciutat del nord d'Alemanya. És la capital de l'estat de Mecklemburg-Pomerània Occidental. El 2005 tenia 97.045 habitants.

## Història
Schwerin està envoltat de llacs. El més gran d'aquests llacs és el Schweriner See, amb una àrea de 60 km². Al mig dels llacs hi havia un assentament dels obotrites al principi del segle xi. L'àrea s'anomenava Zuarin, i el nom Schwerin se'n deriva.
El 1160 Enric el Lleó derrotà els obotrites i capturà Schwerin. La ciutat va esdevenir un poderós centre regional. El 1358 Schwerin esdevé part del ducat de Mecklemburg, convertint-se en la seva capital des de llavors. Al voltant del 1500 comença la construcció del castell de Schwerin, serà la residència dels ducs. Després de la divisió de Mecklemburg (1621), Schwerin es convertí en la capital del ducat de Mecklemburg-Schwerin, tret del període 1765 – 1837 que la capital s'establia a la ciutat de Ludwigslust.
Quan l'estat federat de Meklemburg Pomerània Occidental fou establert en 1990, Schwerin es convertí en la capital.

## Persones de Schwerin
Nascudes
- Friedrich Tamms (1904-1987), arquitecte nazi
- Frederich Schröeder (1744-1816), actor i dramaturg
- Carl Lührss (1820-1882), compositor
- Thomas Mancinus (1550-1612), compositor
- Carl Schulz-Schwerin (1845-1913), pianista, pedagog musical i compositor.

Assassinades
- Marianne Grunthal, penjada el 2 de maig del 1945, durant un crim de la fase final per la SS per què s'havia alegrat de la mort de Hitler i de la pau imminent.[1]